# Capodrise
Capodrise är en ort och kommun i provinsen Caserta i regionen Kampanien i Italien. Kommunen hade 10 133 invånare (2017).